# Saint-Pierre-d'Autils

Saint-Pierre-d'Autils este o comună în departamentul Eure, Franța. În 1 ianuarie 2018 avea o populație de 945 de locuitori.